# Proturentomon stebaevae
Proturentomon stebaevae är en urinsektsart som beskrevs av Andrzej Szeptycki 1988. Proturentomon stebaevae ingår i släktet Proturentomon och familjen Protentomidae. Inga underarter finns listade i Catalogue of Life.